# Paraphytus sumatranus
Paraphytus sumatranus là một loài bọ cánh cứng trong họ Bọ hung (Scarabaeidae).